# Tarbes
Tarbes ist eine südfranzösische Stadt im Pyrenäenvorland mit 44.529 Einwohnern (Stand 1. Januar 2022) in der Region Okzitanien. Sie ist Verwaltungssitz des Départements Hautes-Pyrénées.

## Lage und Klima
Die Stadt Tarbes liegt zwischen dem aus den Pyrenäen kommenden Adour sowie dessen hier etwa drei Kilometer westlich parallel verlaufenden Nebenfluss Échez in einer Höhe von ca. 310 m. Nächstgelegene Städte sind Lourdes (ca. 25 km südwestlich), Pau (ca. 45 Kilometer westlich) und Auch (ca. 70 Kilometer nordöstlich); darüber hinaus gibt es eine Autobahnverbindung (A 64) zum Großraum Toulouse (ca. 160 Kilometer nordöstlich). Das Klima ist gemäßigt bis warm; Regen (ca. 825 mm/Jahr) fällt hauptsächlich im Winterhalbjahr.

## Bevölkerungsentwicklung
Wegen der – durch die Reblauskrise im Weinbau im ausgehenden 19. und zu Beginn des 20. Jahrhunderts ausgelösten – Landflucht stieg die Einwohnerzahl der Gemeinde ständig an. Noch in den 1960er bis 1980er Jahren löste die Mechanisierung der Landwirtschaft und der damit verbundene Mangel an Arbeitsplätzen auf dem Land einen deutlichen Bevölkerungsschub in der Stadt aus.
| Einwohner                  | 6.777 | 14.004 | 26.055 | 40.242 | 46.275 | 42.426 |
| Quellen: Cassini und INSEE |       |        |        |        |        |        |

## Wirtschaft
In Tarbes gab es schon in der Antike eine Furt (gué) über den Adour; die Stadt lag folglich an einem Handelsweg und war ein wichtiges regionales Handels- und Wirtschaftszentrum mit dem Adour als Transportverbindung für Flachkähne zum Hafen von Bayonne. Als zweitgrößte Stadt der Region profitiert die Stadt heute von der guten Anbindung an Toulouse und an die dort ansässigen Industrieunternehmen; es bestehen metallverarbeitende Betriebe sowie zahlreiche Stahlbauunternehmen. Der nur etwa 10 km südlich von Tarbes gelegene Flughafen Tarbes-Lourdes-Pyrénées bietet mehrmals täglich Linienflüge nach Paris; das hier ansässige Unternehmen Tarmac Aerosave hat sich auf die Geschäftsbereiche der Flugzeuglagerung, -wartung und -verschrottung spezialisiert. Ferner ist Tarbes seit langem Garnisonsstadt der französischen Armee und Sitz des Institut national polytechnique de Toulouse.

## Geschichte
Tarbes ist seit dem 4. Jahrhundert Sitz eines Bistums; der Ort wird erstmals im 5. Jahrhundert unter dem Namen Civitas Tarba Ubi Castrum Bigorra erwähnt. Im Jahr 840 überfielen die Wikinger die Stadt. Im 12. Jahrhundert machten die Grafen von Bigorre Tarbes zu ihrer Hauptstadt, doch führten Erbstreitigkeiten im 13. Jahrhundert zu einer politisch-militärischen Schwächung; die im Jahr 1283 in der Machtübernahme durch den König von England gipfelte. Im 15./16. Jahrhundert bestand die Stadt aus 6 getrennt befestigten Siedlungen (bourgs). In der Zeit der Hugenottenkriege (1562–1598) setzten die Protestanten die Kathedrale in Brand, doch nach dem Edikt von Nantes und selbst nach dessen Widerruf durch Ludwig XIV. (1685) ging es wieder aufwärts mit der Stadt, die im Jahr 1800 von den Revolutionären in den Rang einer Präfektur erhoben wurde.

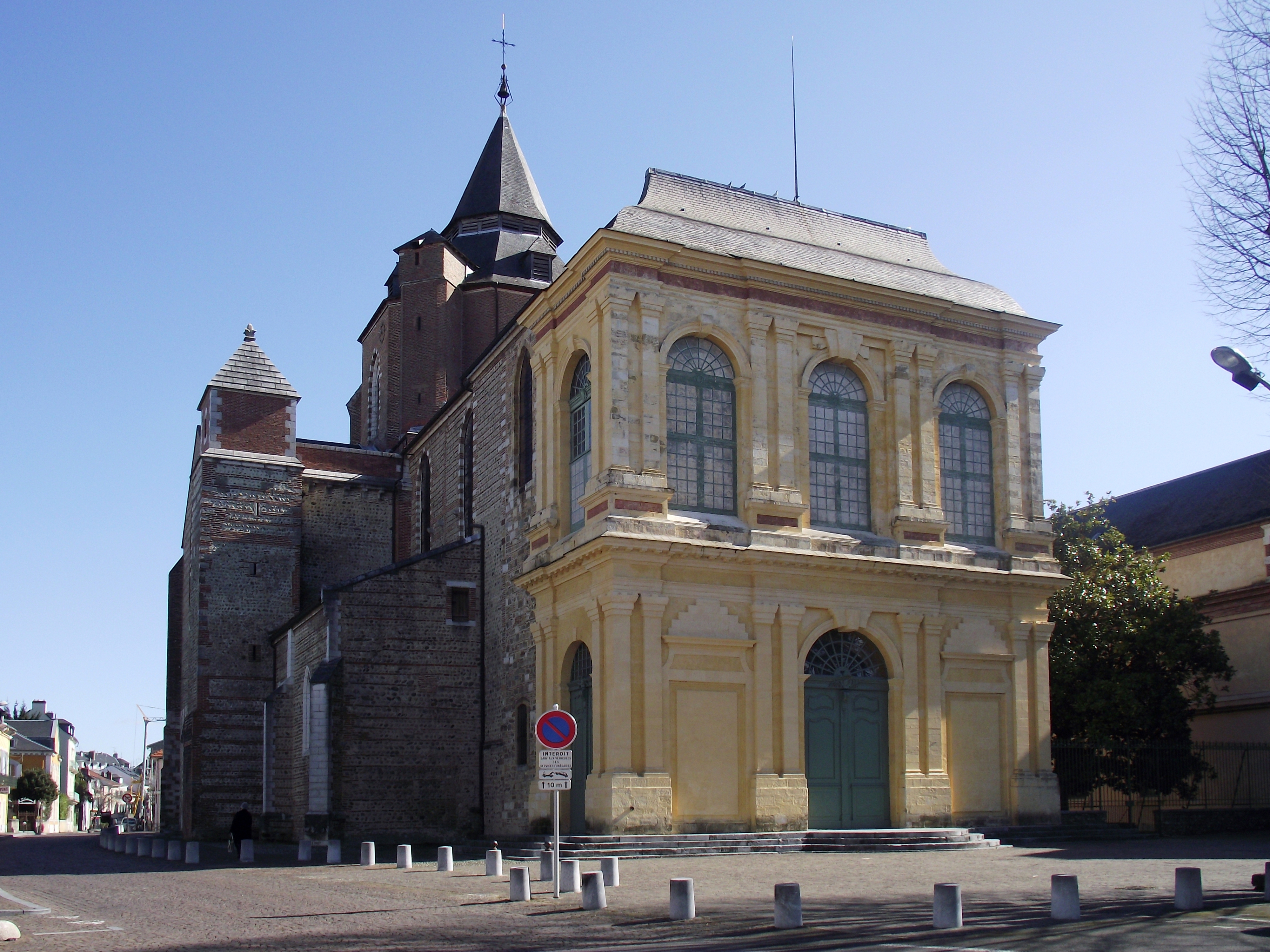
Kathedrale von Tarbes
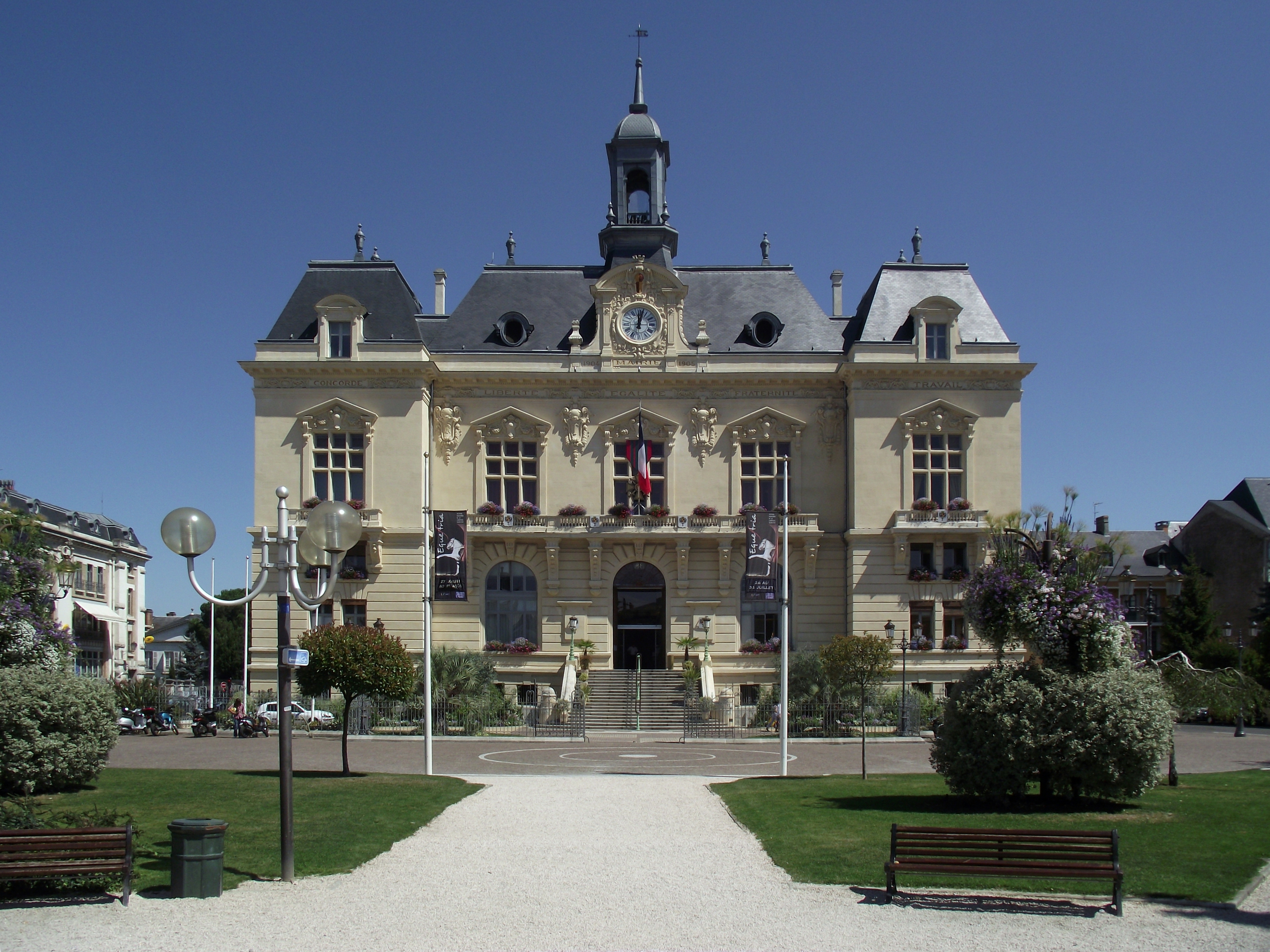
Rathaus Tarbes
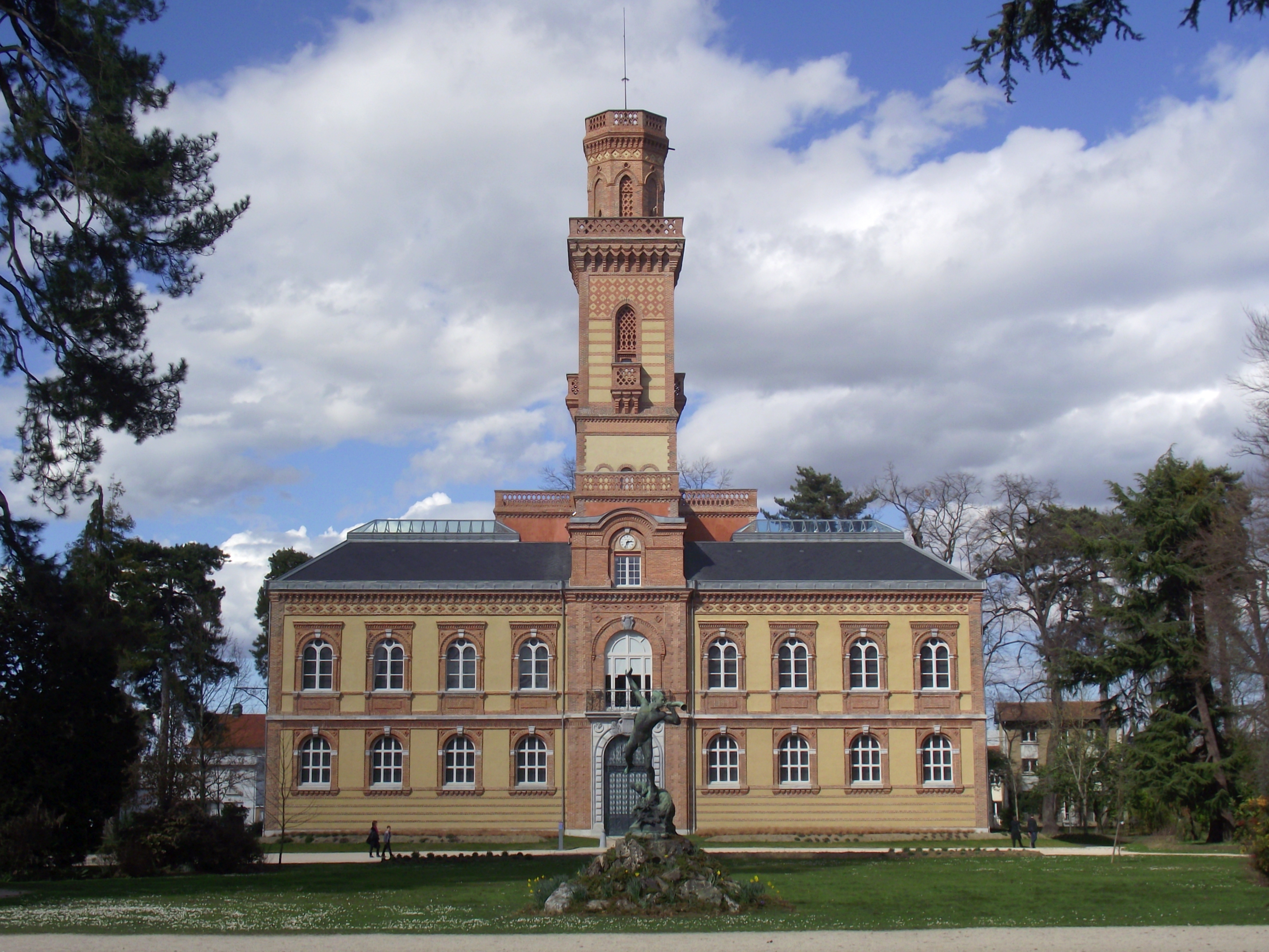
Musée Massey

## Sehenswürdigkeiten
Tarbes ist insgesamt eher eine moderne Stadt mit vielen Bauten aus dem 19. und 20. Jahrhundert. Ältestes (erhaltenes) Bauwerk ist die einschiffige Kathedrale aus dem 12. bis 18. Jahrhundert. In der Parkanlage des Jardin Massey befindet sich der rekonstruierte Kreuzgang von Saint-Sever-de-Rustan.

## Bildung
Die Stadt beherbergt die Ingenieurschule École nationale d’ingénieurs de Tarbes.

## Persönlichkeiten
- Bertrand Barère (1755–1841), Revolutionär und Politiker
- Arnaud Abbadie (1797–1870), Jurist
- Pierre Chazal (1808–1892), belgischer General
- Théophile Gautier (1811–1872), Dichter, Erzähler und Kritiker
- Ferdinand Foch (1851–1929), Marschall im Ersten Weltkrieg
- Laurent Tailhade (1854–1919), Dichter und anarchistischer Polemiker
- Georges Roes (1889–1945), Sportschütze
- Édouard Souberbielle (1899–1986), Organist und Musikpädagoge
- Yvette Horner (1922–2018), Akkordeonistin
- Henri Sensever (1922–2009), Radrennfahrer
- Charles Dantzig (* 1961), Autor, Dichter und Herausgeber
- Michel Baud (1963–2012), Ägyptologe
- Sandra Forgues (* 1969), Kanute
- Nicolas Lopez (* 1980), Säbelfechter
- Maxime Pianfetti (* 1999), Säbelfechter
- Théo De Percin (* 2001), Fußballtorwart

## Partnerstädte
- Huesca Spanien, seit 1964
- Altenkirchen (Westerwald) Deutschland, seit 1972